# Kurt Gildisch
Kurt Gildisch, né le 2 mars 1904 à Potremschen (de), arrondissement de Gumbinnen en province de Prusse-Orientale et mort le 3 mars 1956  à Berlin, est un nazi, membre de la Sturmabteilung puis de la SS, au sein de laquelle sa carrière fut gravement perturbée par son alcoolisme sévère, et un temps à la tête du détachement d'escorte d'Hitler.
Il est notamment connu pour son rôle lors de la nuit des longs couteaux, au cours de laquelle il a assassiné l'activiste catholique Erich Klausener, sur ordre personnel de Reinhard Heydrich. Après la guerre, il est traduit devant un tribunal berlinois qui le condamne à quinze ans de prison pour le meurtre d'Erich Klausener.